# Пер-Альвар Маґнуссон
Пер-Альвар Маґнуссон (швед. Per-Alvar Magnusson, 29 червня 1958 — 0 грудня 2009) — шведський плавець.
Учасник Олімпійських Ігор 1980 року.
Призер Чемпіонату світу з водних видів спорту 1978 року.
Призер Чемпіонату Європи з водних видів спорту 1981 року.